# Janská
Janská település Csehországban, Děčíni járásban. Janská Jetřichovice, Huntířov, Srbská Kamenice, Kunratice, Česká Kamenice és Veselé településekkel határos. Lakosainak száma 216 fő (2024. január 1.).

## Népesség
A település lakosságának változását az alábbi diagram mutatja:
| Lakosok száma | 424  | 452  | 466  | 266  | 267  | 192  | 187  | 203  | 205  | 216  |
|               | 1869 | 1900 | 1921 | 1961 | 1980 | 2011 | 2016 | 2019 | 2021 | 2024 |